# Haseldorfer Marsch

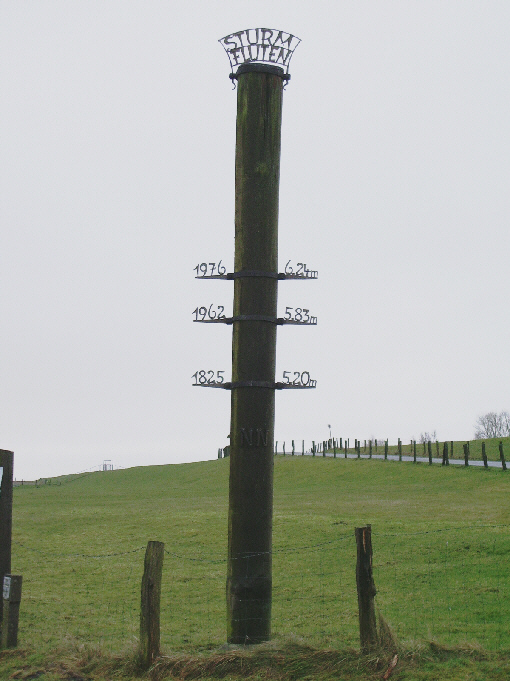
Stâlp indicator al nivelului apei la inundaţii

Haseldorfer Marsch este regiunea cea mai mică din Schleswig-Holstein ce aparține de Câmpia Elbei fiind o regiune joasă de câmpie de pe cursul Elbei. Ea se află la nord-est de Elba fiind situată între localitatea Wedel și râul Pinnau ca și între Uetersen și Hetlingen. Pe malul opus al Elbei la 20 de km se află localitatea Stade, spre vest la ca. 20 de km Hamburg. Regiunea Haseldorfer Marsch cuprinde o parte din districtul Pinneberg. La zona de trecere spre regiunea Seestermüher Marsch se află cel mai vechi pod rotitor (1887) din Germania care este încă în funcțiune. Locuitorii regiunii au fost supuși permanent pericolului cauzat de inundații.